# Olympische Sommerspiele 2020/Trampolinturnen – Frauen
Das Trampolinturnen der Frauen bei den Olympischen Spielen 2020 in Tokio fand am 30. Juli 2021 im Ariake Gymnastics Centre statt. Olympiasiegerin wurde die Chinesin Zhu Xueying.

## Titelträger
| Olympiasiegerin | Rosannagh MacLennan | Rio de Janeiro 2016 |
| Weltmeisterin   | Hikaru Mori         | Tokio 2019          |

## Ergebnisse

### Qualifikation
| Rang | Athletin            | Nation             | 1. Sprung | 2. Sprung | Gesamt  | Anm. |
| ---- | ------------------- | ------------------ | --------- | --------- | ------- | ---- |
| 1    | Liu Lingling        | China              | 50,155    | 55,315    | 105,470 | Q    |
| 2    | Zhu Xueying         | China              | 49,755    | 55,545    | 105,300 | Q    |
| 3    | Bryony Page         | Großbritannien     | 48,850    | 55,810    | 104,660 | Q    |
| 4    | Rosannagh MacLennan | Kanada             | 48,840    | 55,595    | 104,435 | Q    |
| 5    | Megu Uyama          | Japan              | 48,705    | 54,880    | 103,585 | Q    |
| 6    | Sussana Kotschessok | ROC                | 47,870    | 54,920    | 102,790 | Q    |
| 7    | Nicole Ahsinger     | Vereinigte Staaten | 48,325    | 53,785    | 102,110 | Q    |
| 8    | Dafne Navarro       | Mexiko             | 46,685    | 53,165    | 99,850  | Q    |
| 9    | Malak Hamza         | Ägypten            | 45,225    | 49,495    | 94,720  | R1   |
| 10   | Madaline Davidson   | Neuseeland         | 47,870    | 45,540    | 93,140  | R2   |
| 11   | Jana Lebedewa       | ROC                | 48,615    | 23,190    | 71,805  |      |
| 12   | Léa Labrousse       | Frankreich         | 14,015    | 54,070    | 68,085  |      |
| 13   | Hikaru Mori         | Japan              | 47,350    | 16,425    | 63,775  |      |
| 14   | Samantha Smith      | Kanada             | 48,335    | 11,210    | 59,545  |      |
| 15   | Laura Gallagher     | Großbritannien     | 47,235    | 6,100     | 53,335  |      |
| 16   | Jessica Pickering   | Australien         | 17,840    | 16,350    | 34,190  |      |

### Finale
| Rang           | Athletin            | Nation             | Schwierigkeit | Ausführung | HD-Wert | Flug   | Gesamt |
| -------------- | ------------------- | ------------------ | ------------- | ---------- | ------- | ------ | ------ |
| Goldmedaille   | Zhu Xueying         | China              | 15,000        | 16,800     | 9,400   | 15,435 | 56,635 |
| Silbermedaille | Liu Lingling        | China              | 15,000        | 16,000     | 9,100   | 16,250 | 56,350 |
| Bronzemedaille | Bryony Page         | Großbritannien     | 15,000        | 15,800     | 9,400   | 15,535 | 55,735 |
| 4              | Rosannagh MacLennan | Kanada             | 14,900        | 15,600     | 9,200   | 15,760 | 55,460 |
| 5              | Megu Uyama          | Japan              | 14,000        | 16,000     | 9,300   | 15,355 | 54,655 |
| 6              | Nicole Ahsinger     | Vereinigte Staaten | 14,300        | 15,300     | 9,300   | 15,450 | 54,350 |
| 7              | Sussana Kotschessok | ROC                | 14,400        | 15,300     | 9,000   | 15,590 | 54,290 |
| 8              | Dafne Navarro       | Mexiko             | 12,800        | 13,900     | 8,000   | 13,645 | 48,345 |